# Lyndon LaRouche
Lyndon LaRouche   (Rochester, 8 de setembre de 1922 - Leesburg, 12 de febrer de 2019) fou un polític, economista i filòsof nord-americà.
Lyndon LaRouche, poc conegut fora dels Estats Units, fou candidat a la presidència dels Estats Units els anys 1976, 1980, 1984, 1988, 1992, 1996, 2000 i 2004.
Lyndon LaRouche va escriure molts articles, tractats i llibres, la major part dels quals han estat publicats per al mateix moviment.

## Obres
- 1980 - The Power of the Reason (autobiografía)
- 1983 - There Are No Limits to Growth
- 1984 - So, You Wish To Learn All About Economics
- 1988 - The Power of Reason 1988 (autobiografía)
- 1991 - The Science of Christian Economy
- 2005 - Earth's Next Fifty Years